# Rostki (powiat płoński)
Rostki – wieś sołecka w Polsce położona w województwie mazowieckim, w powiecie płońskim, w gminie Nowe Miasto.
W latach 1975–1998 miejscowość należała administracyjnie do województwa ciechanowskiego.